# Mountain Studios

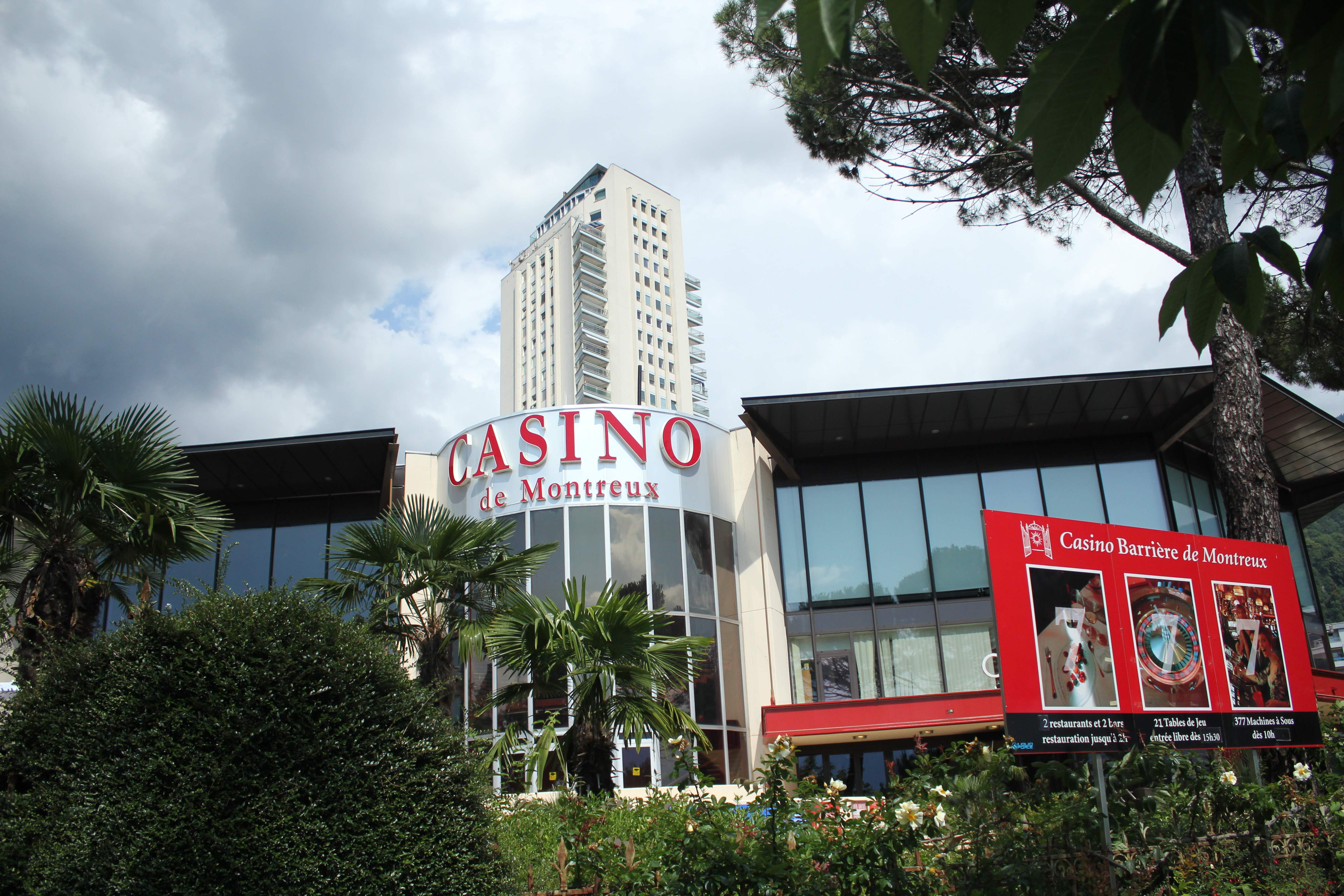
Das Casino von Montreux (2014)

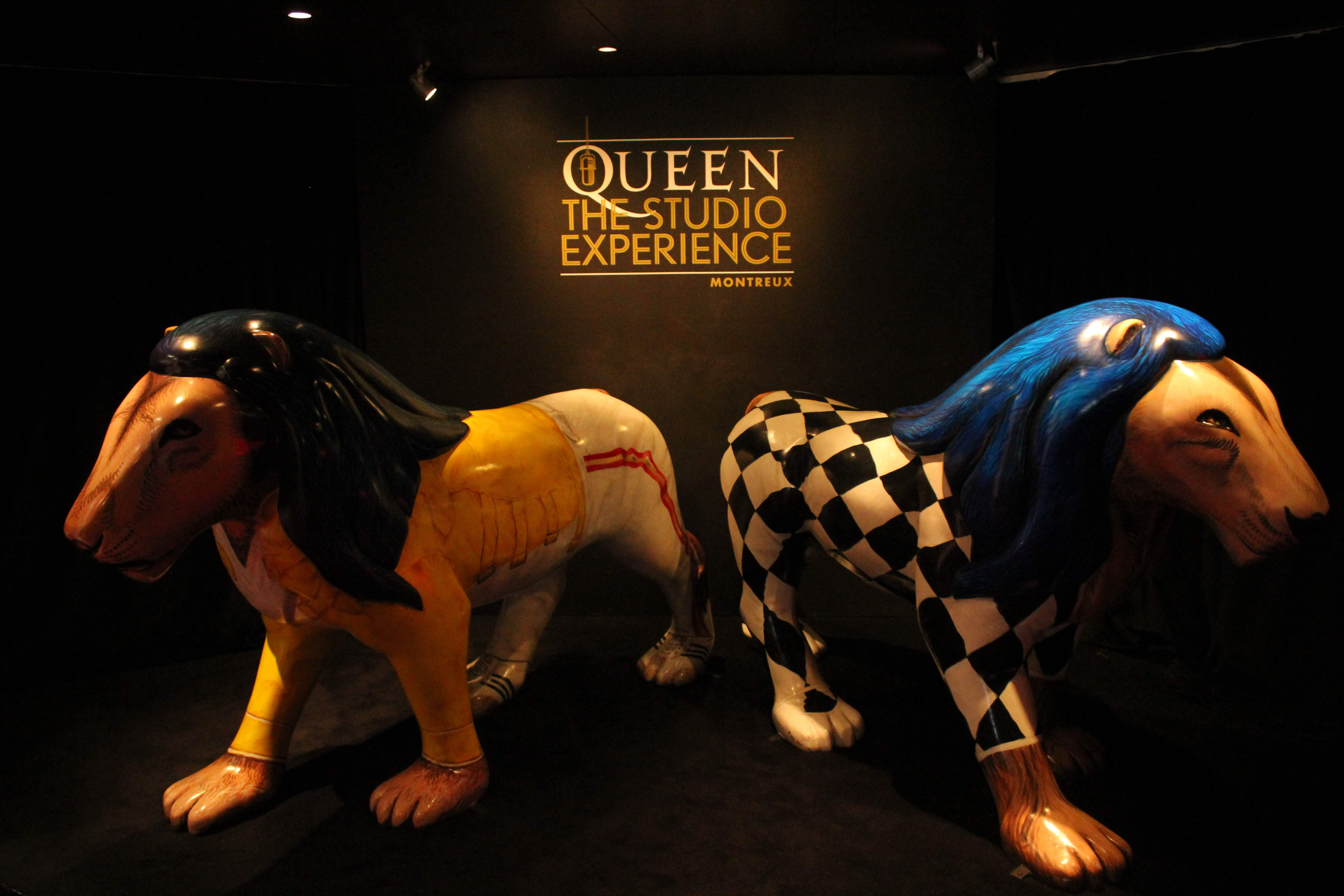
Der Eingang zur Ausstellung (2014)

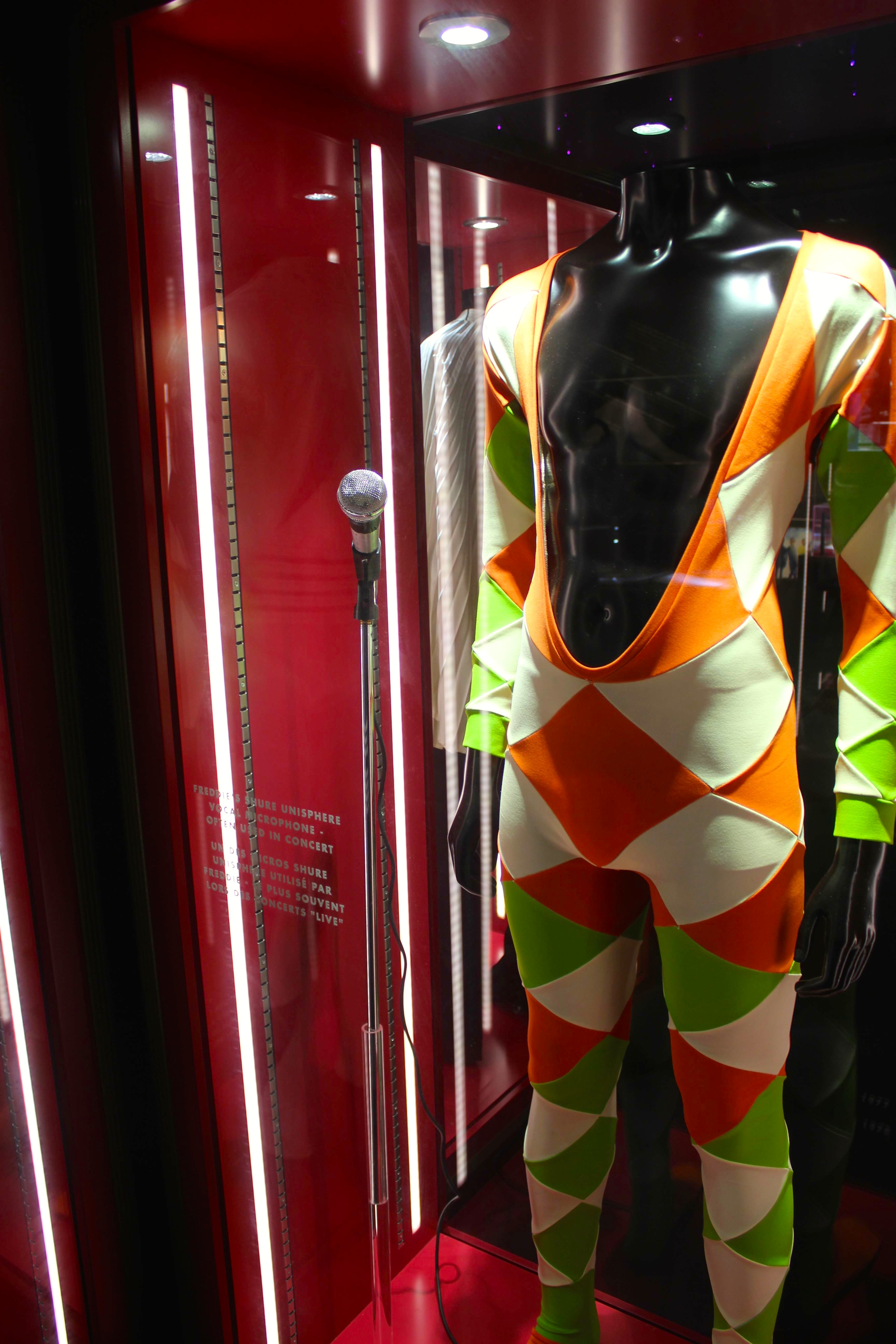
Bühnenoutfit in der Ausstellung (2014)

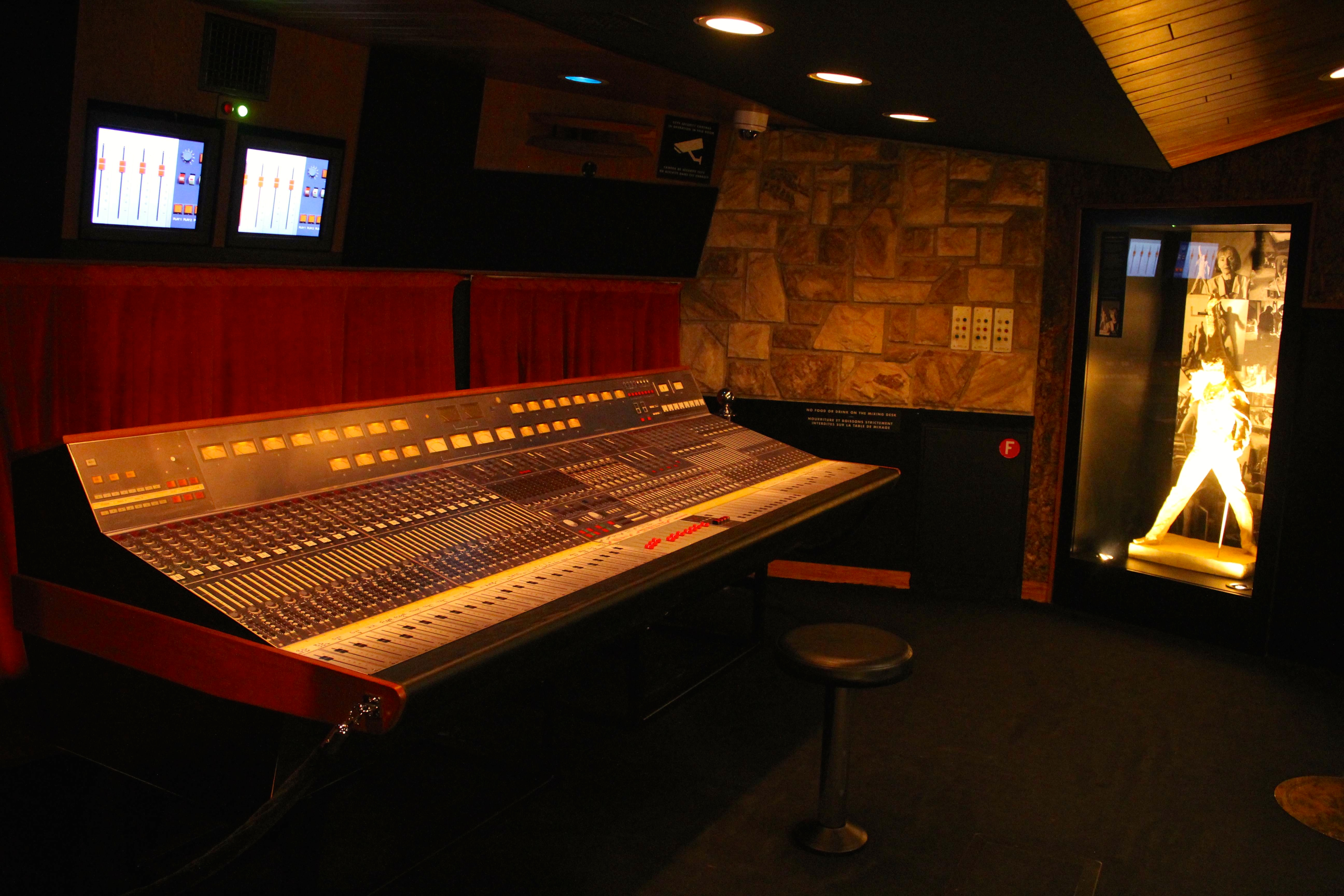
Mischpult in der Ausstellung (2014)

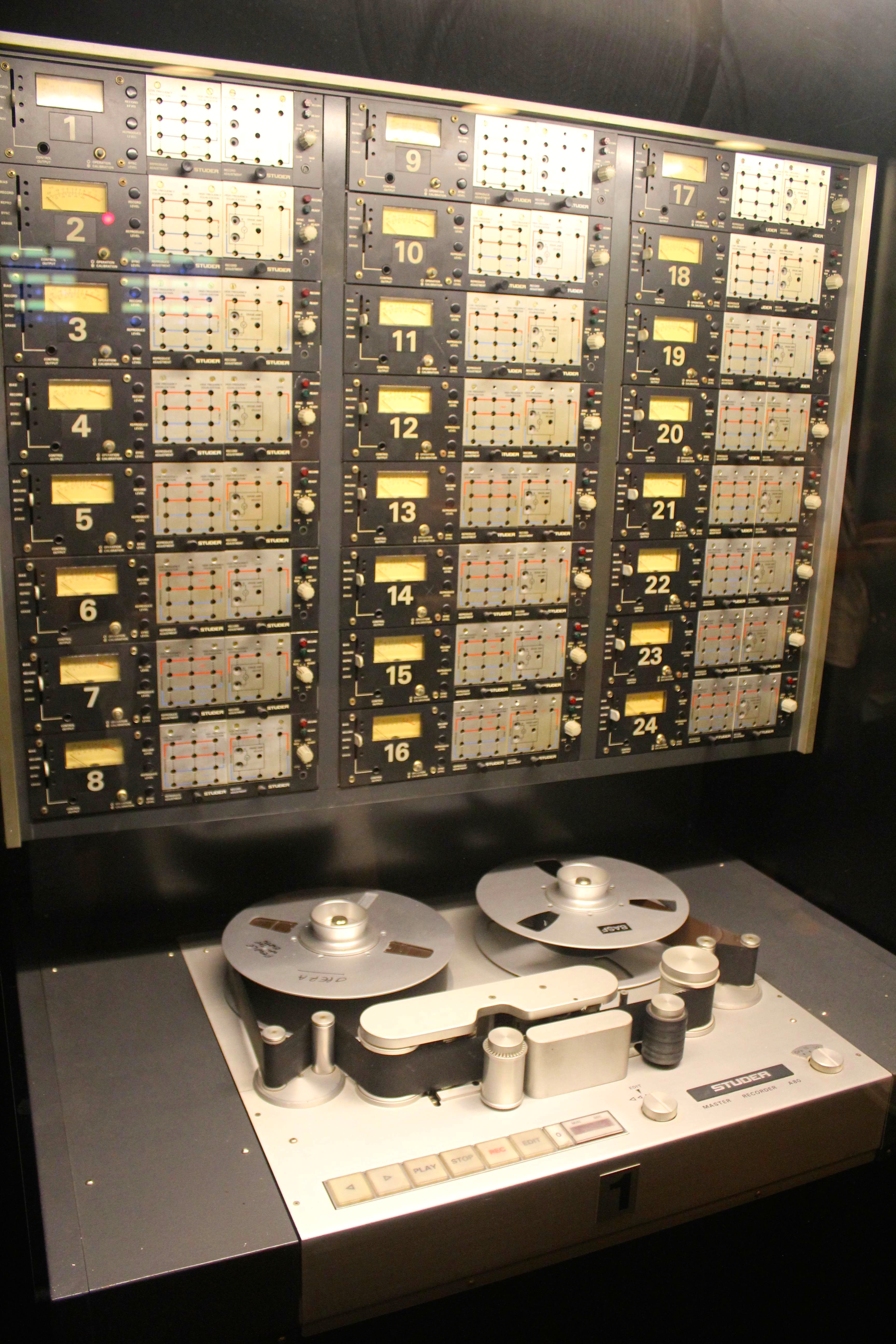
Studer A80 24 Tape Recorder in der Ausstellung (2014)

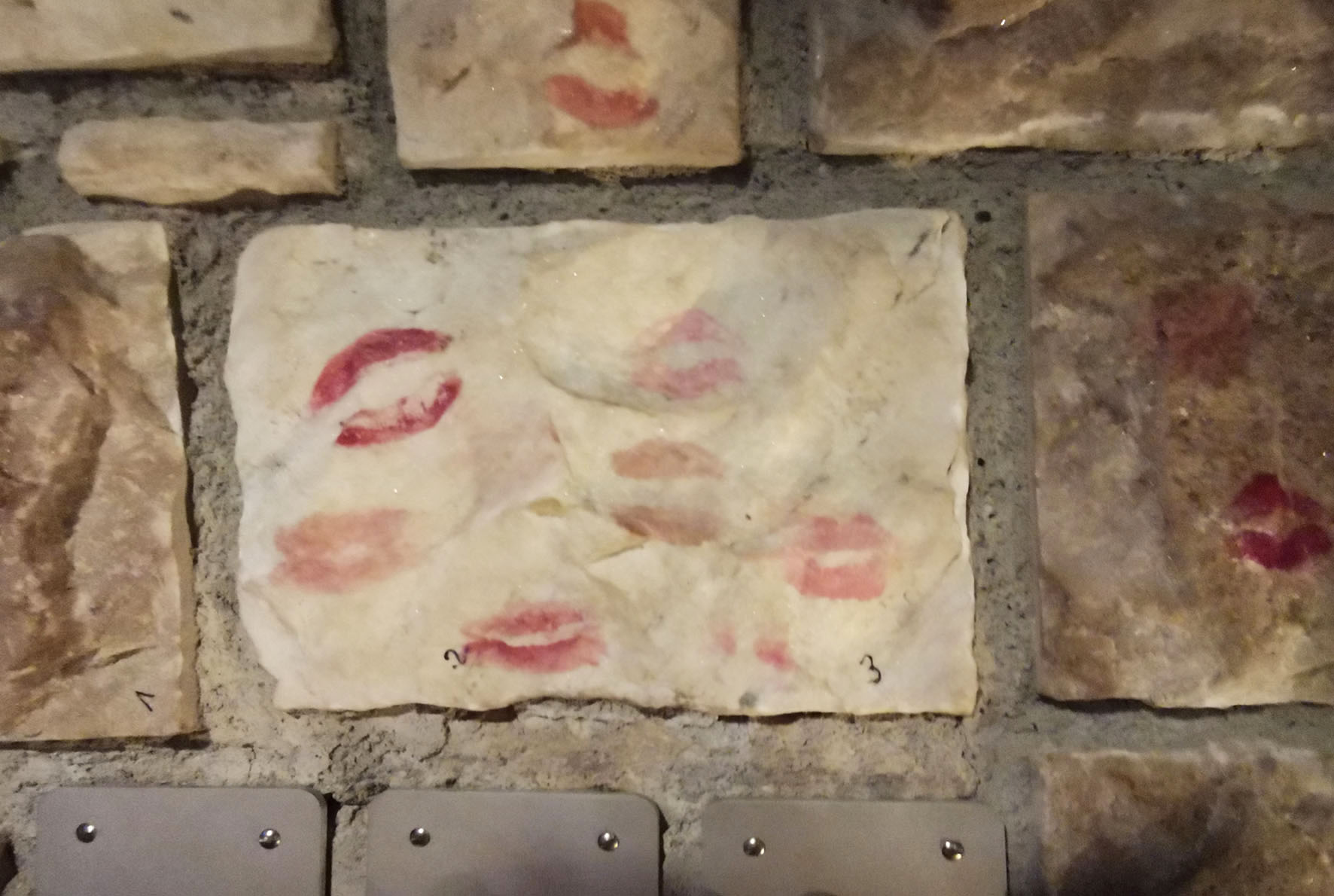
Kusswand im Studio (2022)

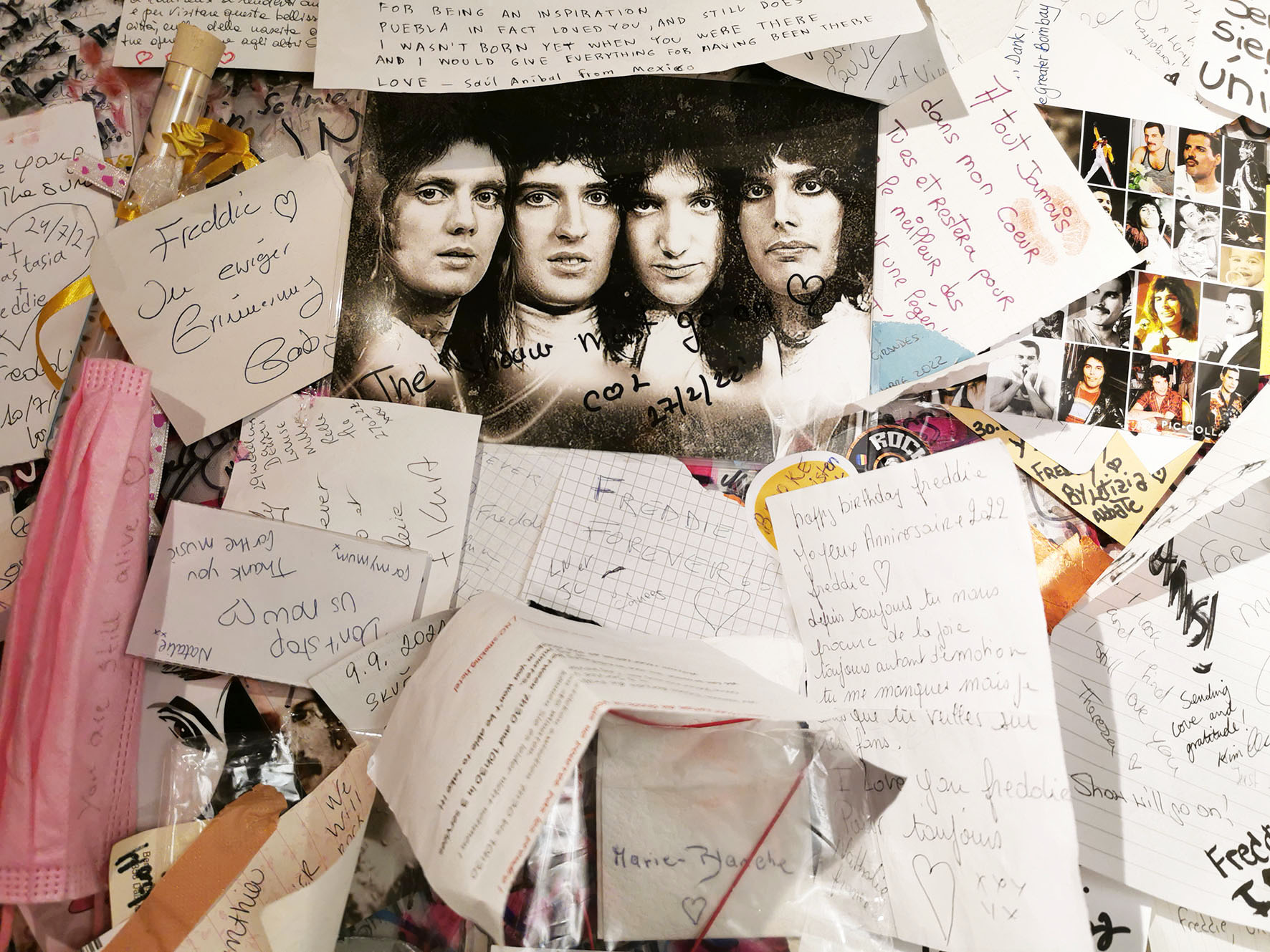
Tribute Wall im Studioflur (2022)

Mountain Studios war ein Tonstudio in Montreux (Schweiz), das 1975 gegründet wurde und 2013 in die Ausstellung Queen: The Studio Experience umgewandelt wurde.

## Geschichte
Das Tonstudio Mountain Studios wurde 1975 von der Sängerin Anita Kerr und ihrem Ehemann Alex Grob gegründet. Es wurde im Casino von Montreux (Schweiz) am Ufer des Genfersees eingerichtet und am 3. Juli 1975 eröffnet.
1979 kaufte die Rockgruppe Queen das Studio, in dem sie bereits 1978 das Album Jazz aufgenommen hatten; bis 1995 entstanden fünf weitere Queen-Alben in dem Studio. Daneben nahmen zahlreiche andere Musiker und Bands hier Alben auf, darunter zum Beispiel AC/DC, David Bowie und die Rolling Stones.
Nach Freddie Mercurys Tod 1991 erwarb 1993 David Richards, der lange Zeit als Produzent unter anderem für Queen tätig war, das Studio. Richards starb im Dezember 2013. Am 2. Dezember 2013 wurde in den Räumlichkeiten des Studios die Dauerausstellung Queen: The Studio Experience eröffnet, verwaltet vom Mercury Phoenix Trust. Die Ausstellung zeigt Queen-Devotionalien, darunter Originalkostüme und Equipment.

## Alben, die in den Mountain Studios aufgenommen wurden (Auswahl)
(Quelle: Discogs)
- Samael
  - Eternal (1999)
- Queen
  - Jazz (1978)
  - Hot Space (1982)
  - A Kind of Magic (1986)
  - The Miracle (1989)
  - Innuendo (1991)
  - Made in Heaven (1995)
- Brian May
  - Back to the Light (1992)
- Freddie Mercury & Montserrat Caballé
  - Barcelona (1988)
- Roger Taylor
  - Fun in Space (1981)
  - Strange Frontier (1984)
- The Cross
  - Shove It (1988)
  - Mad, Bad and Dangerous to Know (1990)
- AC/DC
  - Fly on the Wall (1985)
- David Bowie
  - Lodger (1979)
  - Never Let Me Down (1987)
  - Black Tie White Noise (1993)
  - Buddha of Suburbia (Soundtrack, 1993)
  - Outside (1995)
- Iggy Pop
  - Blah Blah Blah (1986)
- Chris Rea
  - Water Sign (1983)
  - Wired to the Moon (1984)
  - Shamrock Diaries (1985)
  - On the Beach (1986)
  - New Light Through Old Windows - The Best Of (1989)
- The Rolling Stones
  - Black and Blue (1976)
- Yes
  - Going for the One (1977)
- Rick Wakeman
  - Rick Wakeman’s Criminal Record (1977)
- Magnum
  - Vigilante (1986)
- Smokie
  - The Montreux Album (1978)
- Status Quo
  - 1982 (1982)
- Emerson, Lake and Palmer
  - Works Volume I (1977)
- Bluvertigo
  - Zero (ovvero la famosa nevicata dell’85) (1999)